# Río Humuya
El río Humuya es un río hondureño que desemboca en el río Ulúa. El río Humuya pasa por las ciudades de Comayagua en el departamento de Comayagua y Santa Rita en el departamento de Yoro. El río nace en el departamento de Francisco Morazán en el centro del país pasando por Comayagua y Santa Rita hasta desembocar en el río Ulúa cerca de Potrerillos en el departamento de Cortés.